# Mirte Kraaijkamp

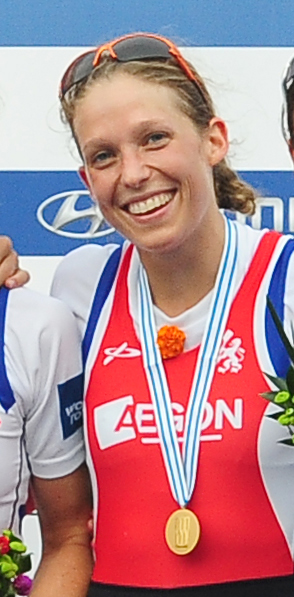
Mirte Kraaijkamp bei der Siegerehrung der Ruder-WM 2013

Mirte Kraaijkamp (* 25. April 1984 in Venray) ist eine ehemalige niederländische Leichtgewichts-Ruderin und Weltmeisterin.

## Sportliche Karriere
Die 1,68 m große Mirte Kraaijkamp begann erst 2007 mit dem Rudersport. Bei den Weltmeisterschaften 2013 in Chungju gewann der niederländische Leichtgewichts-Doppelvierer mit Mirte Kraaijkamp, Maaike Head, Rianne Sigmond und Marie-Anne Frenken mit über vier Sekunden Vorsprung auf die Ruderinnen aus den Vereinigten Staaten. Im Jahr darauf siegten Mirte Kraaijkamp, Elisabeth Woerner, Maaike Head und Ilse Paulis bei den Weltmeisterschaften 2014 in Amsterdam mit dreieinhalb Sekunden Vorsprung vor den Australierinnen. Bei den Europameisterschaften 2015 trat Kraaijkamp im Leichtgewichts-Einer an und belegte den neunten Platz. Drei Monate später ruderte sie bei den Weltmeisterschaften 2015 auf dem Lac d’Aiguebelette wieder im Leichtgewichts-Doppelvierer. Anne Marie Schonk, Mirte Kraaijkamp, Elisabeth Woerner und Marie-Anne Frenken belegten den dritten Platz hinter den Deutschen und den Britinnen. 2016 ruderte Kraaijkamp bei zwei Regatten im Ruder-Weltcup noch im Leichtgewichts-Einer. Nach der Saison beendete sie ihre Karriere.